# Олешко Попович і Тугарин Змій
«Олешко Попович і Тугарин Змій» (рос. Алёша Попович и Тугарин Змей) — російський повнометражний анімаційний фільм студії «Мельніца» знятий режисером Костянтином Бронзітом у 2004 році. Фільм є першим фільмом франшизи про «Трьох богатирів» студії «Мельніца».
Фільм вийшов у широкий російський прокат 23 грудня 2004 року. Фільм вийшов у широкий український прокат 6 січня 2005 року, для українського прокату український дистриб'ютор «IntWestDistribution» не створив українського дубляжу і фільм демонструвався з оригінальною російською озвучкою.
Українською фільм було вперше дубльовано студією «Постмодерн» у 2017 році для телеканалу «ТРК Україна», а згодом також студією «Tretyakoff Production/CinemaSound Production» у 2018 році для телеканалів «Новий канал» та «ICTV».
В Росії мультфільм отримав три вікові рейтинги «0+»\«6+»\«12+», а в Україні отримав лише один віковий рейтинг «16+».

## Сюжет
Руський богатир Олешко Попович не зміг перешкодити Тугарським лиходіям втекти з золотом жителів Ростова. Тепер він повинен відновити своє добре ім'я та повернути золото жителям. У подорож на розшуки Тугарина Змія та його війська разом з Олешком вирушили нянька-дід Тихон, красуня Любава з бабусею та осликом Мойсеєм, а також богатирський кінь Юлій, який вміє говорити.

## Персонажі

Пам'ятна монета Банку Росії номіналом 25 рублів під назвою «Три богатыря», 2017

- Олешко Попович — богатир, дуже дурний, але веселий і чесний. У Олешка є дівчина — юна красуня Любава, кінь Юлій і дядько Тихон.
- Гай Юлій Цезар — просто Юлій, фантастичний кінь Олешка Поповича, який вміє говорити. Один із найсмішніших казкових персонажів. Рідне місто — Новгород. Там він прочитав багато книжок, тому назвав себе на честь римського полководця.
- Тихон — дядько (наставник) Олешка, турботливий і злегка буркотливий. У деяких випадках меткий, але боягузливий. Любить Олешка як своє дитя.
- Любава — 16-річна дівчина, яка закохана в Олешка.
- Бабуся — бабця Любави. Буркотлива. Недолюблює Олешка і називає його «непутящим».
- Тугарин Змій — злий, жадібний полководець, командувач армією варварів монголо-татар.
- Мойсей — ослик, який носить ім'я єврейського пророка. Домашня тварина Любави і друг коня Юлія. Переміг у бою Тугарина Змія.
- Князь Київський — билинний князь, якого помилково ототожнюють з князем Володимиром Красне Сонечко. Жадібний, хитрий, при цьому боягузливий. Є основним персонажем мультфільмів, у кожному мультфільмі події розгортаються навколо нього.
- Святогор — богатир з билин, тут старий, хворий і «немічний», але по-своєму мудрий. Служив начальником дружини. Має провали в пам'яті.

## Ролі озвучували
- Олег Куликович — Олешко Попович, 1-й шкуродер
- Лія Медведєва — Любава
- Дмитро Висоцький — кінь Юлій
- Анатолій Петров — Тихон, дуб, один із тюрків, епізоди
- Наталія Данилова — бабця Любави
- Сергій Маковецький — Князь Київський
- Іван Краско — Піп, Святогор
- Тетяна Іванова — Попадя
- Олена Шульман — Очільниця циган, Олешко в дитинстві, епізоди
- Костянтин Бронзіт — Тугарин Змій, 2-й шкуродер, епізоди
- Михайло Черняк — ослик Мойсей, оповідач

## Український дубляж

### Український дубляж студії «Постмодерн Постпродакшн» на замовлення ТРК «Україна» (2017)
Вперше фільм дубльовано українською студією «Postmodern Postproduction» на замовлення «ТРК Україна» назву переклали як «Альоша Попович і Тугарин Змій». Серед акторів задіяних в українському дубляжі були:
- Андрій Соболєв — Олешко Попович
- Вероніка Лук'яненко — Любава
- Роман Чупіс — кінь Юлій
- Юрій Висоцький — Тихон
- Наталя Поліщук — бабця Любави
- Андрій Альохін — Князь Київський
- Борис Георгієвський — Тугарин Змій
- Володимир Терещук — ослик Мойсей
- Ярослав Чорненький — Дуб
- Владислав Пупков — Святогор
- Євген Пашин — Піп
- Дмитро Терещук — 1-й шкуродер
- Роман Семисал — 2-й шкуродер
- Юрій Гребельник — оповідач

Епізодичні ролі: Сергій Ладєсов, Олена Бліннікова, Ганна Соболєва.

### Український дубляж студії «Tretyakoff Production/CinemaSound Production» на замовлення ТК «Новый канал»/«ICTV» (2018)
Вдруге фільм дубльовано українською студією «Tretyakoff Production/CinemaSound Production» зробленим на замовлення телеканалів «Новий канал» та «ICTV» назву переклали як «Олешко Попович і Тугарин Змій».
Серед акторів задіяних в українському дубляжі були[джерело?]:
- Павло Лі — Олешко Попович
- Олександр Завальський — кінь Юлій
- Олег Лепенець — Тихон, Піп, Князь Київський
- Борис Георгієвський — Святогор
- Тетяна Антонова — бабуся
- Михайло Тишин — 2-й шкуродер, ослик Мойсей
- Дмитро Лавров — оповідач

## Творча група
- Режисер: Костянтин Бронзит
- Продюсери: Сергій Сельянов, Олександр Боярський
- Автори сценарію: Максим Свєшніков, Костянтин Бронзит, Ілля Максимов, Олександр Боярський
- Сторіборд: Костянтин Бронзит, Ілля Максимов
- Персонажі: Людмила Стеблянко, Ілля Максимов, Марина Міхєєва
- Художник-постановник: Ольга Овіннікова
- Композитор: Валентин Васєнков
- Звукорежисер: Володимир Голоунін

## Реліз
Фільм вперше вийшов в російський прокат 23 грудня 2004 року. Фільм вийшов у широкий український прокат 6 січня 2005 року, для українського прокату український дистриб'ютор «IntWestDistribution» не створив українського дубляжу і фільм демонструвався з оригінальною російською озвучкою.
Перший український дубляж було створено студією «Postmodern Postproduction» у 2017 році для телеканалу «ТРК Україна»; показ з цим дубляжем на телеканалі «ТРК Україна» вперше відбувся 1 січня 2018 року. Другий український дубляж було створено студією «Tretyakoff Production/CinemaSound Production» у 2018 році для телеканалів «Новий канал» та «ICTV»; показ з цим дубляжем вперше відбувся 25 грудня 2018 року.